# Raphaël Wicky
Raphaël Wicky (ur. 26 kwietnia 1977 w Leuggern) – piłkarz szwajcarski grający na pozycji defensywnego pomocnika lub środkowego obrońcy.

## Kariera klubowa
Wicky rozpoczął piłkarską karierę w małym zespole FC Steg. W 1990 roku w wieku 13 lat rozpoczął treningi w FC Sion. W pierwszej drużynie zadebiutował już w 1993 roku jako 16-latek i wtedy też wywalczył miejsce w wyjściowej jedenastce. W 1995 roku zdobył po raz pierwszy w karierze Puchar Szwajcarii, a sukces ten powtórzył jeszcze trzykrotnie w latach 1996 i 1997. Ogółem przez 4 lata w Sion rozegrał 130 ligowe mecze i strzelił 3 gole.
Latem 1997 Wicky przeszedł do klubu niemieckiej Bundesligi, Werderu Brema. W lidze zadebiutował 9 sierpnia w zremisowanym 3:3 spotkaniu z TSV 1860 Monachium. Przez pierwsze dwa sezony w bremeńskim klubie miał pewne miejsce w składzie i w 1999 roku wywalczył Puchar Niemiec. Jednak po przyjściu do klubu Franka Baumanna zaczął coraz częściej być rezerwowym. W 2000 roku dotarł do finału Pucharu Niemiec, ale w lidze nie osiągnął z Werderem większego sukcesu. W trakcie sezonu 2000/2001 Wicky został na pół roku wypożyczony do Atlético Madryt, w którym zaliczył 11 występów i zajął 4. miejsce w rozgrywkach Segunda División. Natomiast w Werderze wystąpił w 92 meczach i strzelił 1 gola.
Latem 2001 Wicky wrócił do Niemiec, ale tym razem podpisał kontrakt z Hamburger SV. W barwach HSV swój pierwszy ligowy mecz rozegrał 15 grudnia, a jego klub zremisował 1:1 z SC Freiburg. Od tego czasu grał głównie w wyjściowej jedenastce HSV, ale od 2005 roku gra już w mniejszej liczbie meczów na skutek rotacji w składzie. W 2003 roku zajął z HSV 4. miejsce w lidze, a na początku następnego sezonu zdobył Puchar Ligi Niemieckiej. W 2005 roku poprzez wygranie Pucharu Intertoto awansował z HSV do Pucharu UEFA dochodząc do 1/8 finału. Niemały sukces osiągnął także w 2006 roku, gdy zajął z zespołem z Hamburga 3. miejsce w Bundeslidze oraz wystąpił w fazie grupowej Ligi Mistrzów.
W roku 2008 Szwajcar przeszedł do drużyny Chivas USA. W trakcie pół roku rozegrał tam pięć ligowych spotkań, zaś na początku marca 2009 roku ogłosił zakończenie kariery piłkarskiej. Od 2017 roku trener FC Basel.
| Sezon   | Klub            | Kraj              | Rozgrywki                   | Mecze | Bramki |
| ------- | --------------- | ----------------- | --------------------------- | ----- | ------ |
| 1993/94 | FC Sion         | Szwajcaria        | Nationalliga A              | 34    | 0      |
| 1994/95 | FC Sion         | Szwajcaria        | Nationalliga A              | 30    | 0      |
| 1995/96 | FC Sion         | Szwajcaria        | Nationalliga A              | 32    | 1      |
| 1996/97 | FC Sion         | Szwajcaria        | Nationalliga A              | 34    | 2      |
| 1997/98 | Werder Brema    | Niemcy            | Bundesliga                  | 31    | 0      |
| 1998/99 | Werder Brema    | Niemcy            | Bundesliga                  | 31    | 1      |
| 1999/00 | Werder Brema    | Niemcy            | Bundesliga                  | 15    | 0      |
| 2000/01 | Werder Brema    | Niemcy            | Bundesliga                  | 15    | 0      |
| 2000/01 | Atlético Madryt | Hiszpania         | Segunda División            | 11    | 0      |
| 2001/02 | Hamburger SV    | Niemcy            | Bundesliga                  | 13    | 1      |
| 2002/03 | Hamburger SV    | Niemcy            | Bundesliga                  | 26    | 0      |
| 2003/04 | Hamburger SV    | Niemcy            | Bundesliga                  | 30    | 0      |
| 2004/05 | Hamburger SV    | Niemcy            | Bundesliga                  | 25    | 2      |
| 2005/06 | Hamburger SV    | Niemcy            | Bundesliga                  | 18    | 1      |
| 2006/07 | Hamburger SV    | Niemcy            | Bundesliga                  | 14    | 0      |
| 2007/08 | Hamburger SV    | Niemcy            | Bundesliga                  | 0     | 0      |
| 2007/08 | FC Sion         | Szwajcaria        | Nationalliga A              | 5     | 0      |
| 2008    | Chivas USA      | Stany Zjednoczone | MLS                         | 5     | 0      |
|         |                 |                   | Łącznie w Axpo Super League | 135   | 3      |
|         |                 |                   | Łącznie w Bundeslidze       | 218   | 5      |
|         |                 |                   | Łącznie w MLS               | 5     | 0      |

## Kariera reprezentacyjna
W reprezentacji Szwajcarii Wicky zadebiutował 24 kwietnia 1996 w wygranym 2:0 spotkaniu z Walią. W tym samym roku został powołany przez Artura Jorge do kadry na Euro 96 i na tym turnieju wystąpił tylko przez 46 minut meczu ze Szkocją (0:1).
Swój kolejny wielki turniej Wicky zaliczył w 2004 roku. Znalazł się wówczas w drużynie Jakoba Kuhna na Euro 2004. Tam był podstawowym zawodnikiem Szwajcarów i zagrał we wszystkich trzech grupowych meczach Helwetów: zremisowanym 0:0 z Chorwacją i przegranych 0:3 z Anglią oraz 1:3 z Francją.
W 2006 roku Wicky wystąpił na swoim pierwszym w karierze Mudnialu, a były to Mistrzostwa Świata w Niemczech. Także i na tym turnieju był podstawowym zawodnikiem i wystąpił we wszystkich meczach: grupowych z Francją (0:0), z Togo (2:0) i z Koreą Południową (2:0) oraz meczu 1/8 finału z Ukrainą (0:0, karne 0:3).